# Formiguer alabarrat
El formiguer alabarrat (Myrmornis torquata) és una espècie d'ocell de la família dels tamnofílids (Thamnophilidae) i única espècie del gènere 	Myrmornis.

## Hàbitat i distribució
Habita el sotabosc de la selva humida de les terres baixes de Nicaragua, centre i est de Panamà i nord-oest i nord de Colòmbia. Mes al sud, a les terres baixes, per l'est dels Andes, al sud-est de Colòmbia, est de l'Equador, nord-est del Perú i zona amazònica.

## Taxonomia
Si bé segons la classificació de IOC World Bird List (versió 10.2, 2020) aquest gènere és monoespecífic, a la de Handbook of the Birds of the World and BirdLife International Digital Checklist of the Birds of the World (versió 5, 2020) interpreten que aquesta espècie són en realitat dues:
- Myrmornis torquata (sensu stricto) - formiguer alabarrat meridional[3]
- Myrmornis stictoptera - formiguer alabarrat septentrional.[4]